# Ekonomia heterodoksyjna
Ekonomia heterodoksyjna (z gr. heteros ‘inny’, heterodoksia – u Platona lekceważąco o filozofii innej niż jego własna) – kierunki w ekonomii niezaliczane do ekonomii głównego nurtu ze względu na odmienność metody badawczej oraz na przedmiot analizy.
Twórcy heterodoksyjni stosują opisową i historyczną metodę badawczą. Odrzucają koncepcję homo oeconomicus. Analizują zjawiska gospodarcze w wielu aspektach (społecznych, politycznych, psychologicznych, historycznych itp.). Stosują ewolucyjne podejście do gospodarki.
Do ekonomii heterodoksyjnej zalicza się: szkołę historyczną, instytucjonalizm wraz z jego współczesnymi odmianami, ekonomię ewolucyjną, szkołę neoaustriacką oraz teorię wyboru publicznego Jamesa M. Buchanana.